# Бонито
Бонѝто (на италиански: Bonito; на неаполитански: Bunit, Бунитъ) е малко градче и община в Южна Италия, провинция Авелино, регион Кампания. Разположено е на 490 m надморска височина. Населението на общината е 2553 души (към 2010 г.).